# 吴汝鎏
吴汝鎏（1907年—1938年8月29日），汉族，出生在今廣東省新會市江门蓬江棠下区天乡沙田村，中华民国空军飞行员。

## 生平
吴汝鎏家族為廣東新會市，吳氏為當地望族，吳汝鎏家庭較為貧困，由家族接濟資助其接受高等教育。在广州市立高中畢業後考入上海南華學院，中途輟學轉考廣東航空學校，於民國十七年（1928）4月15日入學，為第三期甲班學生。民國十八年（1929）4月畢業後分派到軍政部航空第四隊擔任飛行員。後因民國二十年發生的寧粵對立，廣東空軍成立，原本在南京國民政府服務的吳汝鎏辭職轉入廣東空軍服役。
民國二十一年（1932）一·二八事變中，廣東空軍受國民革命軍第十九路軍請託派遣了一組7架飛機編成的混合中隊北上參戰，吳汝鎏擔任該戰隊分隊長北上，進駐杭州市東南方長沙灘開闢的臨時機場（喬習機場），1932年2月12日與丁紀徐、陳信源編組與日軍進行空戰，遭到日軍擊傷，負傷後迫降。
一二八事變結束後，陳濟棠指派一部分廣東空軍飛行員至福建省與廣西省協助這些反蔣派地方軍閥籌建空中武力，寧明楷、吳汝鎏、楊官宇派遣至廣西協助新桂系建立廣西空軍。在廣西空軍中，吳汝鎏擔任廣西航空學校飛機教導第二隊教官，後升任廣西空軍教導第一隊隊長。
民國二十六年（1937）抗日战争爆發，廣西空軍最初並沒有北上參戰，到同年年底因南京政府空軍損失過重，亟待補充，在共同抗日的共識下，廣西空軍在12月編入中華民國空軍第三大隊，驅逐機第一中隊更名為空軍第7中隊、驅逐機第二中隊更名為空軍第8中隊。吳汝鎏接任三大隊大隊長，並率領廣西空軍飛官到蘭州換裝I-152戰鬥機。
民國二十七年（1938）1月，吳汝鎏與廣西空軍飛官完成換裝，率領7中隊的11架I-152從蘭州轉移至湖北省襄樊機場。同年3月，吳汝鎏率領三大隊北上徐州，進駐河南省歸德機場，支援第五戰區。
3月18日下午，三大隊所屬7中隊、8中隊自歸德機場出動10架I-152北飛山東省滕縣支援台兒莊戰役對地炸射，完成作戰後在臨城縣與滕縣一帶與2架日軍轟炸機偶遇，隨即進入接戰。吳汝鎏駕駛5897號I-152擊落1架日軍轟炸機，但戰機同時遭到日軍轟炸機防禦機槍擊傷，返回機場時迫降損失。（另一擊墜紀錄為8中隊副隊長朱嘉勛締造）
3月24日，吳汝鎏率領三大隊14架I-152自歸德機場出發，支援臨城、韓莊、棗莊一帶陸軍。完成對地炸射返回機場時遭到日本陸軍航空隊追擊發生空戰，吳汝鎏聲稱擊落1架、擊傷1架，該役吳汝鎏亦遭擊傷，降落後後送漢口醫院治療。
從三月至四月的作戰中，三大隊雖戰績不俗，但也承受了相當戰損，因此撤回武漢休整，休整過程編入廣西空軍成為中華民國空軍第32中隊，改編中隊補充9架從英國採購的格鬥士戰鬥機。
7月29日，吳汝鎏率領三大隊參與武漢空戰。
8月份，三大隊授命轉調華南，主力從漢口轉移至衡陽機場，32中隊的9架格鬥士戰機在8月29日由吳汝鎏率隊進駐更前線的廣東省南雄機場。8月30日，日本帝國海軍由九五式艦上戰鬥機、九六式艦載戰鬥機、九五式艦上轟炸機構成的混合編隊攻擊南雄機場，為南雄空戰，吳汝鎏駕駛格鬥士戰機率隊起飛攔截，空戰中遭到日軍戰機擊墜戰死，享年32岁。当地人民为悼念這位抗日民族英雄，舉行追悼大會，并把南雄機場改名為“汝鎏機場”。民國三十年（1941）7月15日国民政府追赠空军上校。
今位於臺灣臺中市大雅區的汝鎏國民小學，其校名乃為紀念吳汝鎏的壯烈事蹟。
殉職前，吳汝鎏獲頒二星星序勳章，該星級以空戰勝利擊墜敵機作為頒發標準，表示其確認擊落紀錄為2架。
1949年中华人民共和国成立后，追赠为革命烈士。2015年8月，名列第二批600名著名抗日英烈和英雄群体名录。

## 紀念
- 臺中市大雅區汝鎏國民小學(1950)：臺中市大雅區秀山里平和路238號